# Carlos Águia
Carlos Alberto Carmo Filho también conocido como Karlos Águia (Brasil, 28 de diciembre de 1981) es un arquero y representante brasileño. Juega actualmente para el Club 29 de Setiembre de la Tercera División de Paraguay.
Comenzó su carrera profesional en la selección de Guarulhos SP y luego militó en diversos clubes de Brasil y Paraguay.
El 7 de noviembre de 2014, firmó para la agencia representativa de futbolistas latinos americanos Futbol-LA. Desde el año 2021, hizo acuerdo con la empresa T&G Negócios Adm e Com Ltda, de Sâo Paulo para su representación. 

## Trayectoria
Carlos Alberto Carmo Filho
Apodo: Karlos Águia
Posición: Arquero
Altura: 1,90cm/6’2”
Peso: 85kg/187lbs
Nacionalidad: Brasilera
Desde el año 2021, hizo acuerdo con la empresa T&G Negócios Adm e Com Ltda, de Sâo Paulo para su representación, que se encuentra negociando su pase en los Emiratos Árabes Unidos y también en Europa.